# Meligethes czwalinai
Meligethes czwalinai är en skalbaggsart som beskrevs av Edmund Reitter 1871. Meligethes czwalinai ingår i släktet Meligethes, och familjen glansbaggar. Arten är reproducerande i Sverige.